# خط أنابيب كركوك–بانياس

خط أنابيب كركوك-بانياس

خط أنابيب كركوك - بانياس هو خط أنابيب نفطي يربط بين حقل كركوك النفطي في العراق وميناء بانياس في سورية ، طول الخط 800 كيلومتر، وقدرة الضخ فيه 300 ألف برميل في اليوم، افتتح الخط في نيسان/أبريل 1952.